# Tahr
Tahr je rod velkých asijských sudokopytníků příbuzných divoké koze nebo ovci.
Dříve byly všechny druhy tahrů sloučeny do jednoho rodu Hemitragus, nové molekulárně genetické studie však naznačily, že si jednotlivé druhy tahrů zřejmě nejsou blízce příbuzné a byly zařazeny do samostatných nových rodů – tahr arabský do rodu Arabitragus, tahr jihoindický do rodu Nilgiritragus. Zejména tahr jihoindický zřejmě není zbývajícím dvěma druhům vůbec příbuzný a geneticky je spřízněn spíš s ovcemi. Tahr arabský je zase blízký příbuzný paovce hřívnaté, zatímco tahr himálajský je bližší kozám a kamzíkům.
Verze 14.04 operačního systému Ubuntu, zveřejněná 17. dubna 2014, nese název Trusty Tahr (v překladu „věrný tahr“).

## Druhy
- tahr arabský (Arabitragus jaykari, dříve Hemitragus jayakari)
- tahr himálajský (Hemitragus jemlahicus)
- tahr jihoindický (Nilgiritragus hylocrius, dříve Hemitragus hylocrius)